# Camp de concentration de Hessental
Le camp de concentration de Hessental était un commando extérieur du Camp de concentration de Natzweiler-Struthof en Alsace situé près de la gare de Hessental, bourgade aujourd’hui rattachée à la commune de Schwäbisch Hall dans le Bade-Wurtemberg en Allemagne . Environ 800 prisonniers (dont 700 sont dorénavant identifiés nominativement) , majoritairement des Juifs polonais, ont été internés dans ce camp pour travailler sur la base aérienne de Hessental ou bien comme main d’œuvre corvéable dans les exploitations agricoles ou les entreprises des environs. Environ 300 détenus sont morts dans ce camp annexe des suites de la malnutrition, des mauvais traitements ou de la marche de la mort qui mit fin au camp début avril 1945. Le commandant du commando extérieur Hessental, SS-Hauptscharführer August Walling fut jugé en novembre 1947 devant le tribunal général de Rastatt pour crime contre l’humanité. Il fut condamné à 20 ans de détention mais sera relâché au bout de dix ans.

## Organisation du camp

### Direction et surveillance
Le camp de Hessental a été construit et aménagé par l’Organisation Todt, dite OT, avec le statut de commando-camp extérieur  rattaché au camp de concentration du Struthof dans la vallée de la Bruche dans le Bas-Rhin. L’OT était chargée de la réalisation des gros travaux, et notamment dans l’industrie de l’armement. Elle utilisa très souvent le travail forcé et les déportés des camps de concentration.
Avant  le 17 octobre 1944, c’est l’OT qui assure le commandement du camp. Puis, c’est le Hauptscharführer August Walling qui commandera le camp jusqu’à sa dissolution le 5 avril 1945 qui correspond en fait à l’évacuation des déportés par une marche de la mort. Walling était en réalité un musicien professionnel ; il entra dans la SS peu avant son entrée en fonction comme commandant du camp de Hessental. Les témoignages des survivants à son sujet montrent une personnalité versatile qui pouvait soit tenter d’améliorer les conditions de vie des déportés, soit faire preuve de brutalité ou sadisme pendant les rassemblements sur l’Appellplatz.
La surveillance du camp était assurée par 6 soldats SS et quelques membres de l’Organisation Todt. Pour surveiller les prisonniers pendant le travail forcé, la kommandantur du camp  avait généralement recours à des soldats de l’armée de l’air en service à la base aérienne  de Hessental. Environ 70 militaires de l’armée régulière ont effectué des services de garde pour le camp de concentration. Donc la population locale et les militaires de la base aérienne connaissaient l’existence de ces déportés le plus souvent étrangers, entassés dans un camp près de la gare.

### Bâtiments
Le camp de Hessental, aujourd’hui terrain vague à proximité de la gare de Hessental, avait la forme approximative d’un U. Un premier bâtiment à l’extérieur du camp composé de 5 « block » était dédié au personnel de gestion et de surveillance du camp : il comportait des pièces pour les gardes, l’Organisation Todt, l’entrepôt et la SS.
Le Block I traversé par un couloir central  comportait 5 dortoirs, une chambre séparée pour le doyen du block, une chambre séparée pour le doyen du camp, un bureau, deux  infirmeries, une salle de soins et une salle de soins ambulatoires.
Le Block II comportait 6 pièces collectives, à l’une des extrémités du couloir transversal, une chambre pour les kapos et pour le doyen du block, à l’autre extrémité deux chambres pour les gardes  SS au fond du couloir à côté d’un atelier et d’un entrepôt.
Les blocks III, IV et V forment un seul immeuble : Dans le block III, il y a une pièce de désinfection, et dans le block V se trouvent les salles d’eau.
Les toilettes sont à l’extérieur des 5 blocks aux extrémités du U de chaque côté du block I.
L’espace délimité par les trois bâtiments en U forment l’Appellplatz.

## Conditions de vie
D’après le médecin du camp, Dr Fenigstein, les prisonniers recevaient par jour une ration alimentaire apportant à peine 500  à   700 calories pour un travail de force par tous les temps. Parmi les maladies dues à la malnutrition ou aux manques chroniques arrive en tête la dysenterie. De ce fait, les déportés pouvaient se précipiter sur les détritus ou sur tout ce qui était comestible le long du chemin qui reliait le camp à la base aérienne ou au lieu de travail affecté. Certains habitants de Hessental déposaient intentionnellement des pommes de terre ou des pommes le long du chemin qu’empruntaient les prisonniers. Il ne fallait pas être pris en flagrant délit de vol de nourriture pour éviter les punitions sévères.
En février 1945, ces conditions de vie et d’hygiène déplorables provoquèrent une épidémie de typhus qui toucha les trois quarts des prisonniers. Le camp fut mis en quarantaine et une opération d’épouillage agressive fut réalisée de manière déshumanisante : les survivants racontent qu’ils durent attendre nus sur la place centrale pendant 24 heures pour que tout le monde puisse être désinfecté et épouillé. On estime que plus de 100 prisonniers succombèrent à cette épidémie de typhus.
Le camp de Hessental pratiqua donc la même tactique d’épuisement à la tâche cumulée à des conditions d’hygiène quasi inexistantes et à une alimentation insuffisante. Il s’agissait d’exterminer par le travail et le dépérissement progressif du corps et de l’âme.
Les punitions sont nombreuses et quotidiennes afin d’humilier et de déshumaniser les prisonniers. Comparable aux autres commandos extérieurs ou au camp principal du Struthof, les actions punitives, les maltraitances et les exécutions étaient quotidiennes au camp de Hessental qui suit les mêmes règles du système concentrationnaire qu’ailleurs. Le premier prisonnier abattu par les gardes fut Asniel Eisenberg pour tentative d’évasion le 27 octobre 1944 deux semaines après l’ouverture du camp. L’évasion et la recherche de nourriture sont les deux raisons principales des punitions infligées par les gardes. Un prisonnier pouvait être rossé à mort ou abattu pour avoir eu une pomme sur soi. Les sanctions sont exécutées en public pendant l’appel du jour. Les exécutions sommaires ne sont pas forcément cachées au sein du camp. Des prisonniers furent abattus pendant les journées de travail du commando affecté aux travaux forestiers au Einkorn au-dessus de Schwäbisch Hall ou un jeune déporté de 15 ans fut abattu devant l’auberge Berger au centre du village de Hessental pour avoir voulu ramasser des pommes de terre déposées par la population. Sa dépouille fut laissée à terre pendant une journée à des fins dissuasives.
Tous les cadavres des 182 déportés assassinés ou morts d’épuisement furent transportés par un « commando de pompes funèbres » qui louait une charrette à fumier pour conduire les défunts au cimetière juif de Steinbach où ils étaient enterrés dans une fosse commune.

## Lieu de travail des prisonniers
En général, le travail forcé des « commandos de prisonniers »  durait de 7 à 17 heures. Il démarrait par l’appel du matin et finissait avec le contre-appel du soir. La colonne de prisonniers traversait tous les jours le village de Hessental escortée et surveillés par des gardes et des chiens. 
La direction de la base aérienne de Hessental est celle qui employait le plus de déportés du camp de Hessental. La SS « louait » les bras de ses prisonniers moyennant  redevance journalière. Les tâches principales des prisonniers   consistaient : 
- à déblayer ou réparer le tarmac et les pistes de la base aérienne après les bombardements alliés qui endommageaient le terrain ;
- à entretenir les locaux et les pistes de la base aérienne où se faisaient  le montage final et les essais de vol du premier avion de chasse à moteur à réaction de l’histoire aéronautique, le Messerschmitt Me 262. En revanche, les prisonniers ne sont pas affectés aux chaînes de fabrication du Me 262.
- à construire des chemins de liaison en forêt ;
- à construire des baraques et à poser des rails de chemin de fer ;
- à travailler dans les carrières environnantes.

Occasionnellement, les prisonniers du camp travaillaient dans les petites entreprises et chez les artisans ou dans les fermes du pays des Monts de Souabe et Franconie. La ville de Schwäbisch  Hall les a aussi utilisés pour construire des bunkers ou pour déblayer les gravas après les bombardements, notamment ceux des attaques aériennes du 13 février 1945.

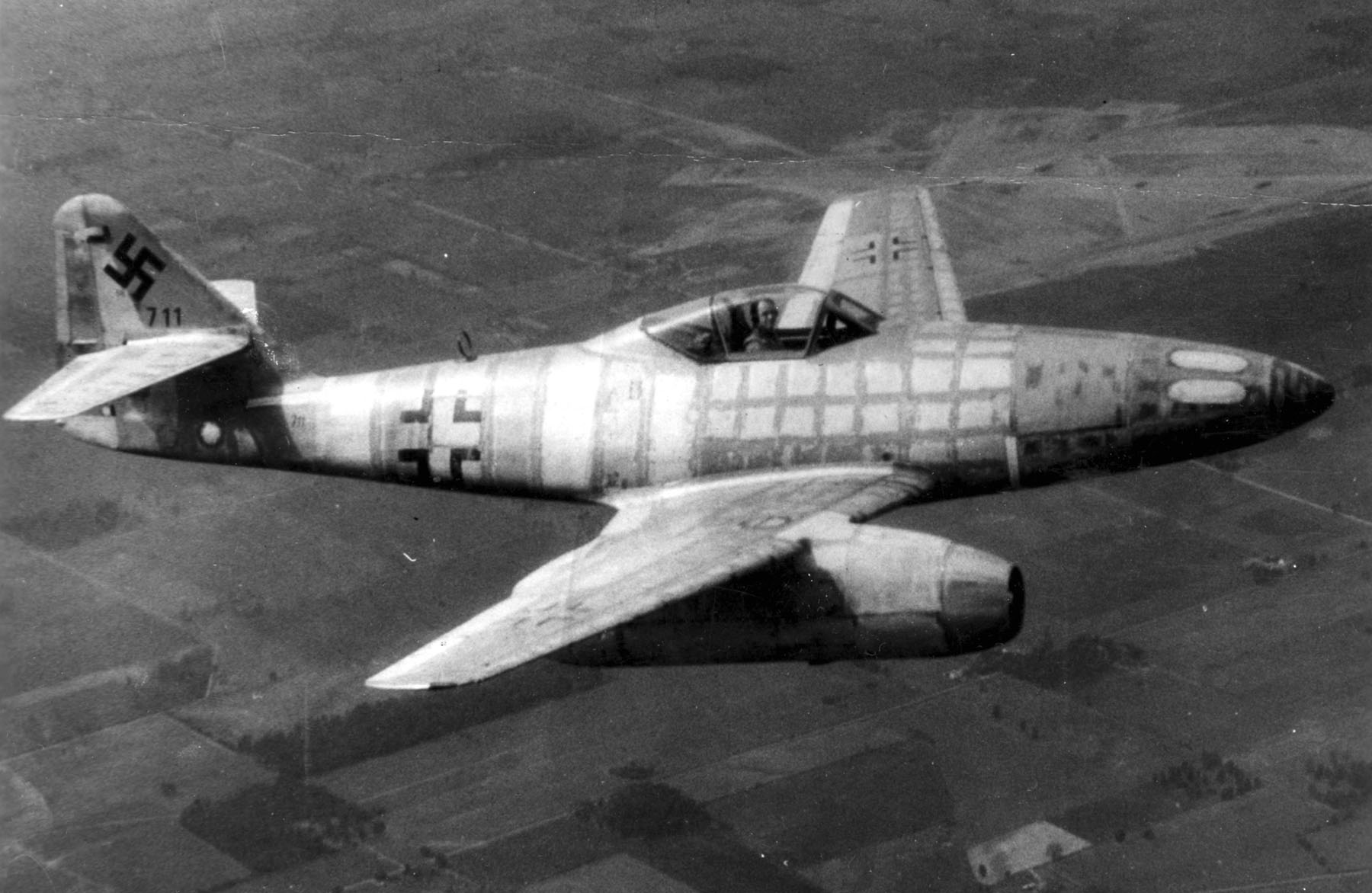
Avion légendaire Messerschmitt Me 262 dit Hirondelle.
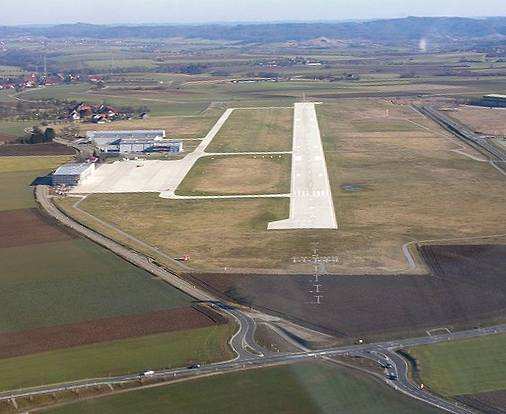
Aéroport de Schwäbisch Hall-Hessental aujourd'hui, piste 10.
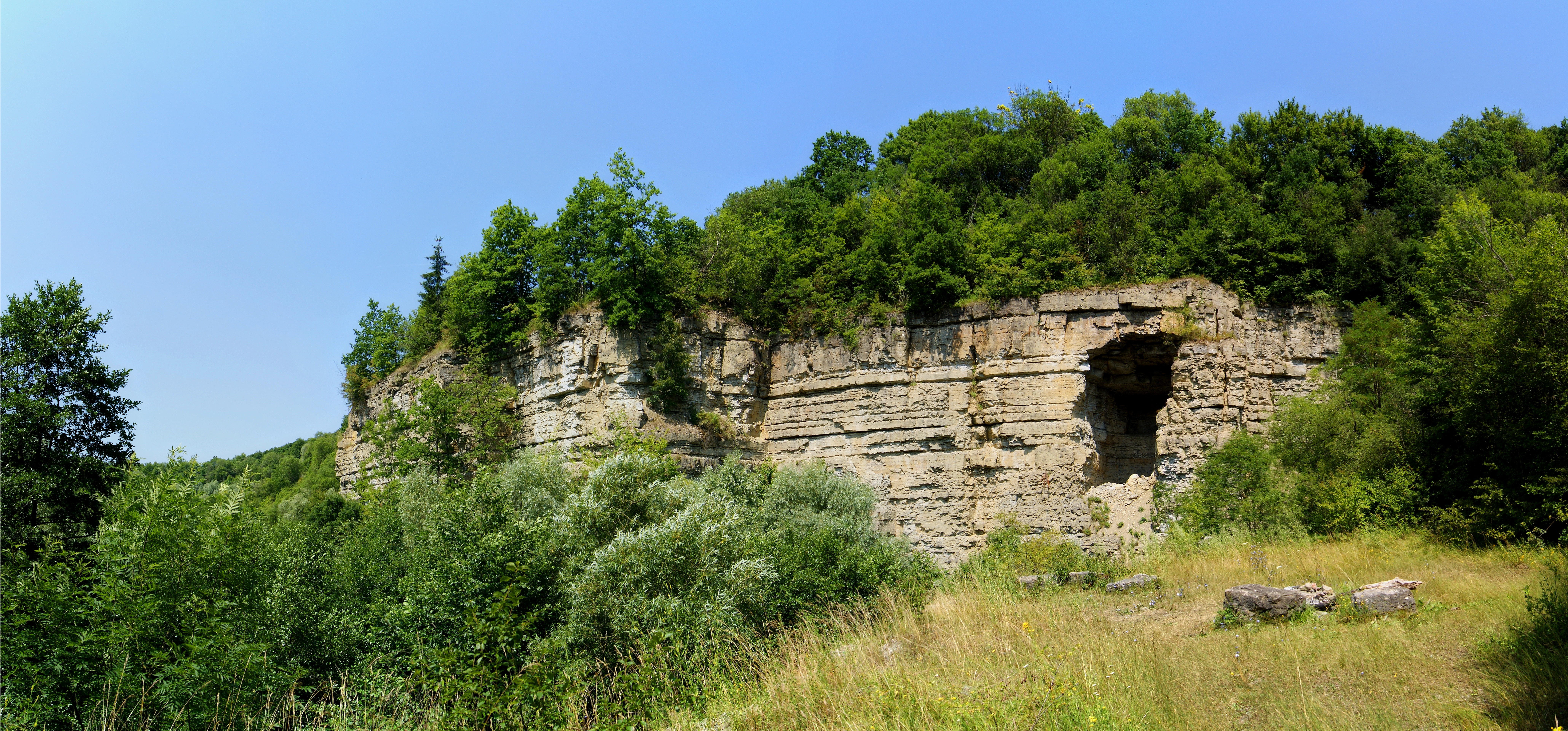
Carrière de Steinbach

## Création d’un mémorial KZ-Gedenkstätte Hessental
En 2001, l’association à but non lucratif « Initiative KZ-Gedenkstätte Schwäbisch Hall-Hessental » crée un mémorial modeste pour ne pas oublier le commando extérieur de Hessental, annexe du camp du Struthof. Il est libre d’accès à tout moment. Une exposition sur la vie du camp installée dans un wagon est ouverte les week-ends et les jours fériés ou bien su rendez-vous avec les responsables du mémorial. Les bénévoles de l’association font des visites guidées une fois par mois ou sur réservation pour les groupes ou les projets conduits par les professeurs à l’intention de leurs classes, .
Les détenus du camp de Hessental furent en majorité des juifs originaires de Pologne, et tout particulièrement ceux qui s’éreintaient au camp de travail de Radom au service des troupes d’occupation allemandes. Après avoir évacué Radom à l’approche des troupes soviétiques, les prisonniers furent déplacés au camp d’extermination d’Auschwitz où les personnes capables de travailler ont été sélectionnées tandis que leurs proches et parents furent conduits aux chambres à gaz. Les survivants destinés au travail forcé furent transportés dans des wagons pour bétail à Vaihingen-sur-l'Enz et de là vers le camp de Hessental.
Sur le lieu où fut fait l’appel quotidien et donc également les punitions publiques et dégradantes, il y a aujourd’hui des rangées de poteaux auxquels sont accrochés des plaques sur lesquelles le visiteur peut lire le nom, l’âge et l’origine de certains déportés du camp. Les noms inscrits sur les plaques sont ceux d’une liste qui n’a pas été détruite, probablement celle des prisonniers déplacés de Vaihingen à Hessental en octobre 1944. Les plaques-stèles symbolisent néanmoins toutes les victimes du camp de concentration Hessental car elles n’ont pas toutes été identifiées. Les prisonniers nommés nominativement donnent leur nom aux autres anonymes pour que tous aient conservé une identité après cette étape de déshumanisation dans leur vie brisée. En 2016, l’association a inauguré six nouveaux portraits de déportés pour redonner une identité aux anciens détenus en faisant lire les biographies des prisonniers par des jeunes préparant leur profession de foi ou leur confirmation.

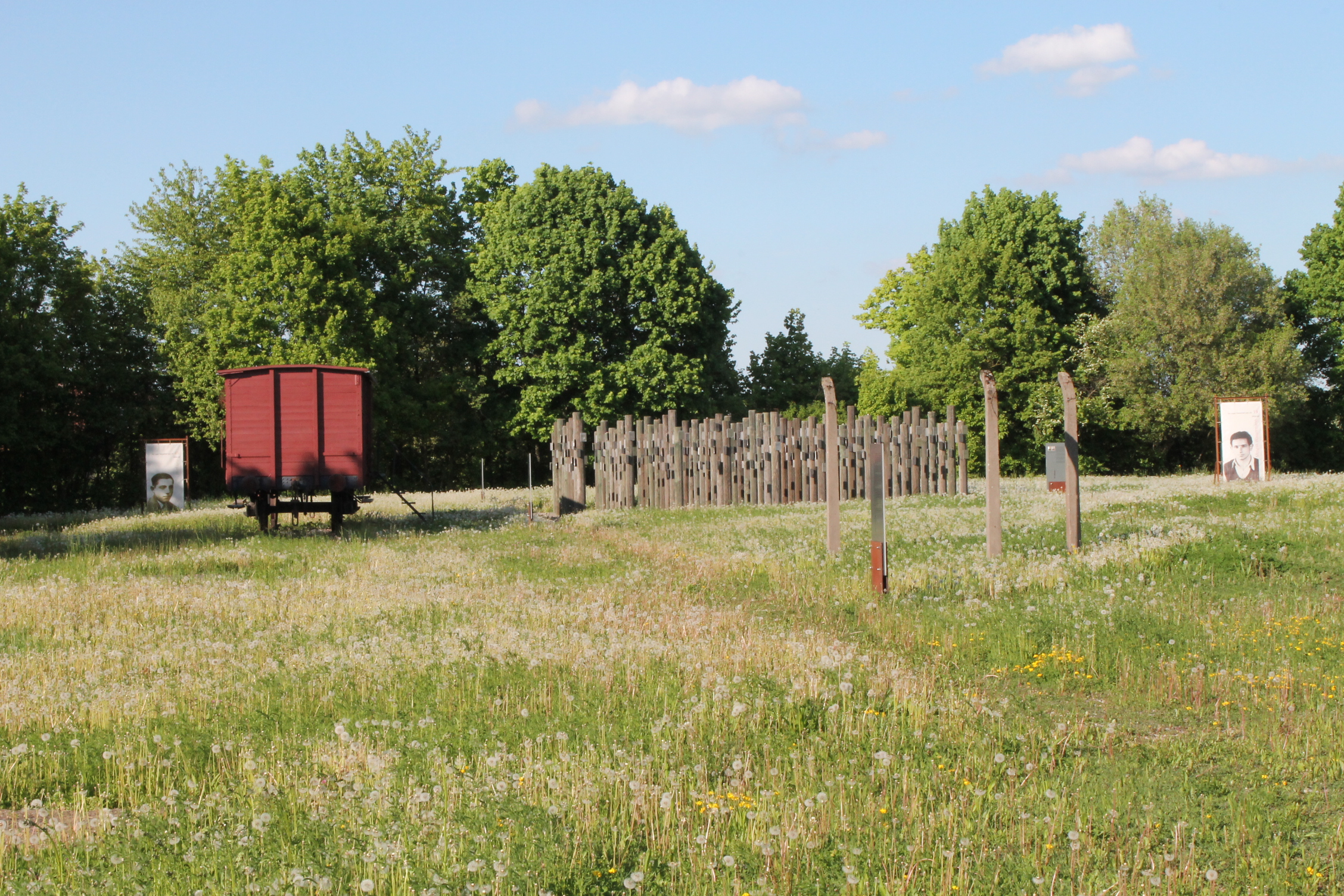
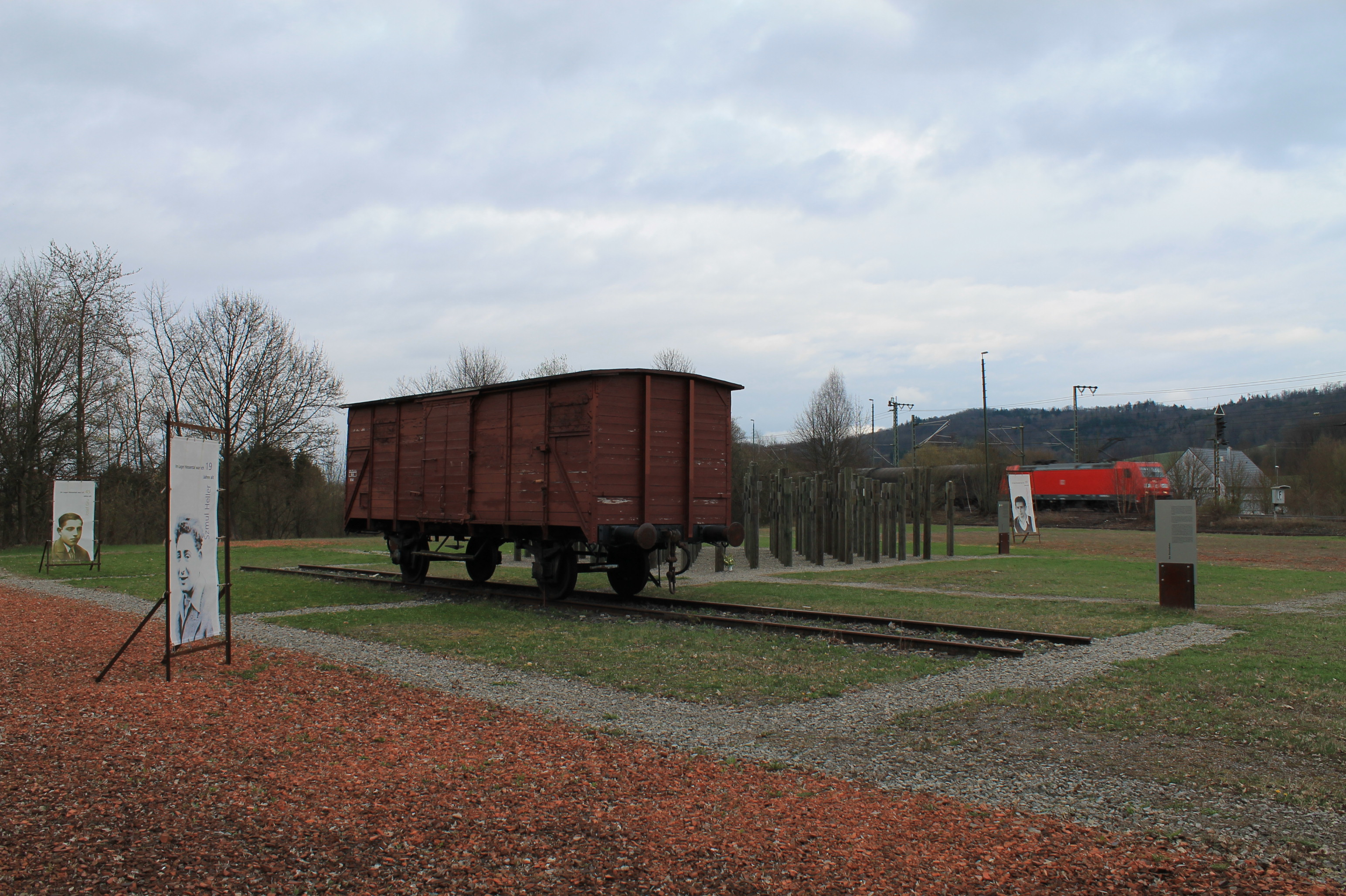
Wagon-exposition et monument du mémorial du KZ Hessental.
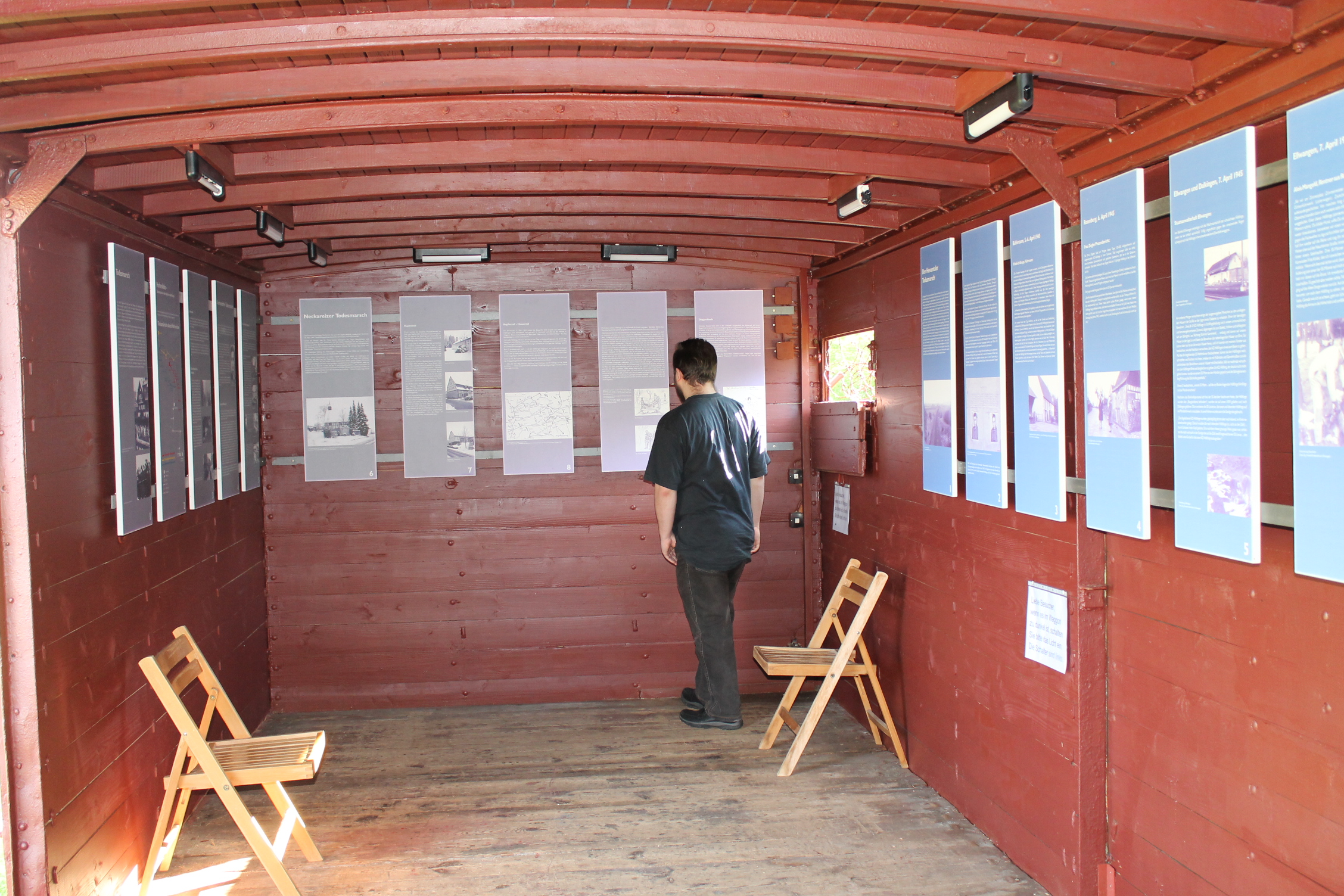
Intérieur du wagon-exposition.
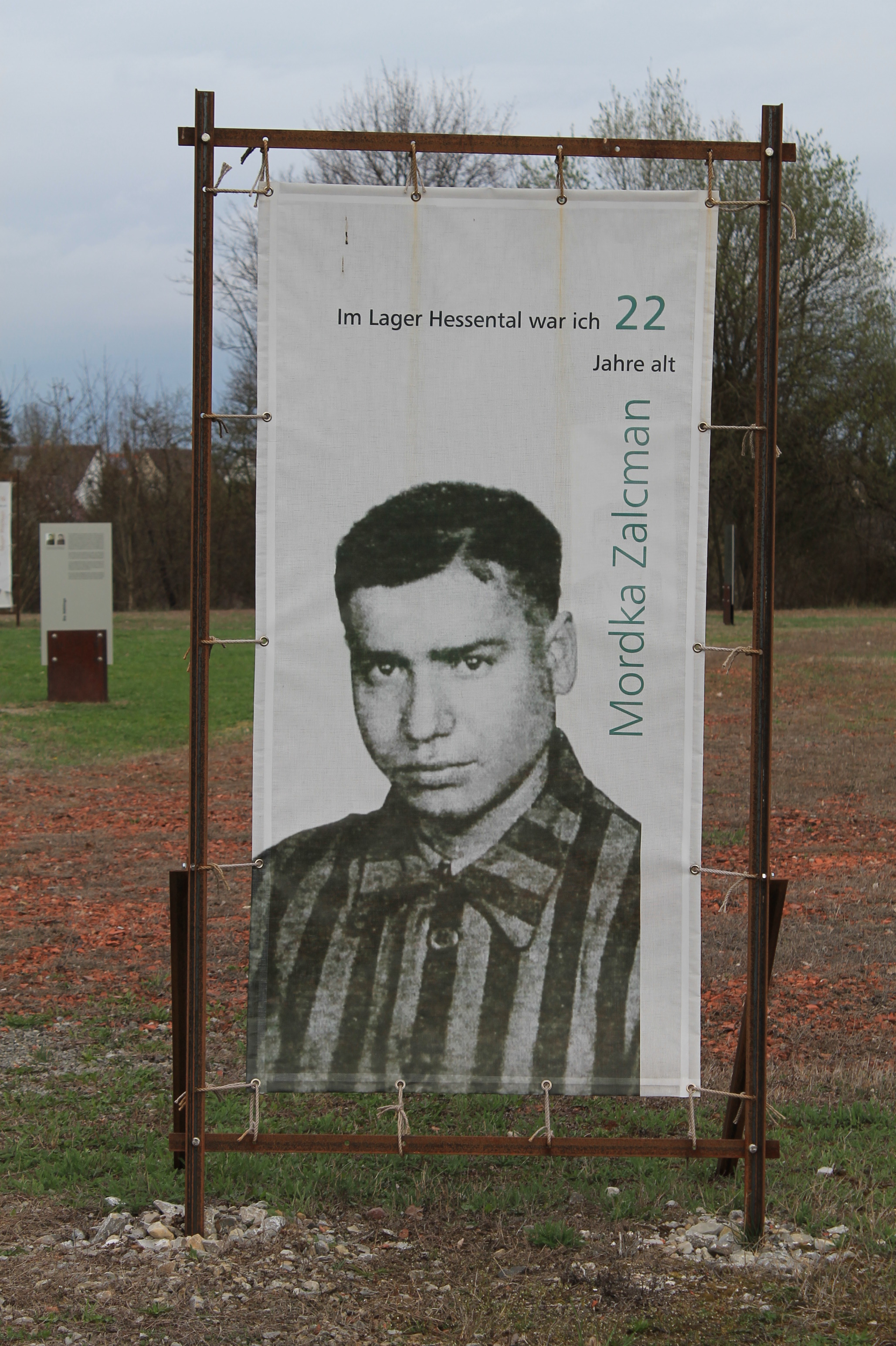
Affiche à l'entrée du mémorial, Mordka Salcman.
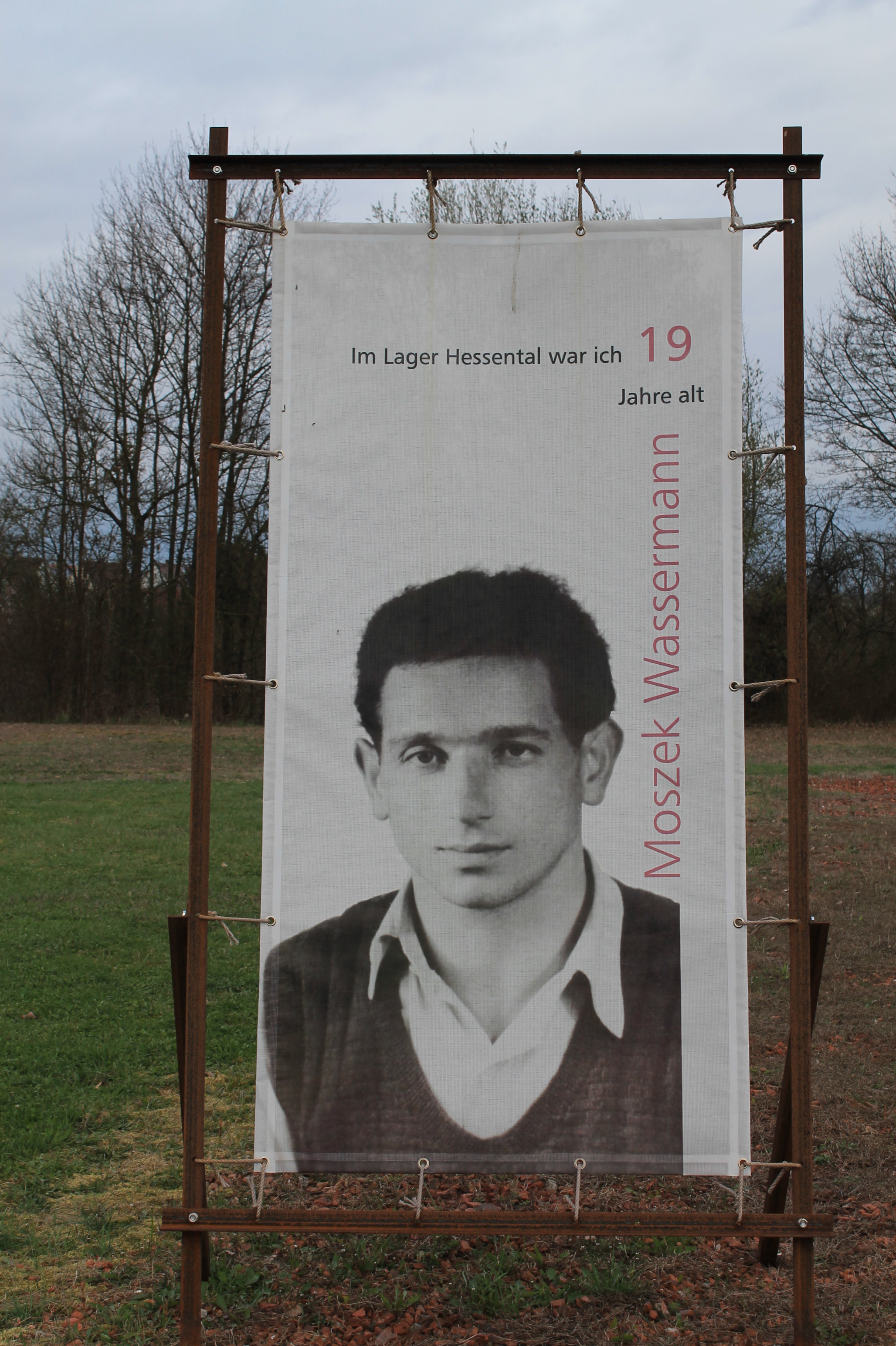
Affiche à l'entrée du mémorial, Moszek Wassermann.
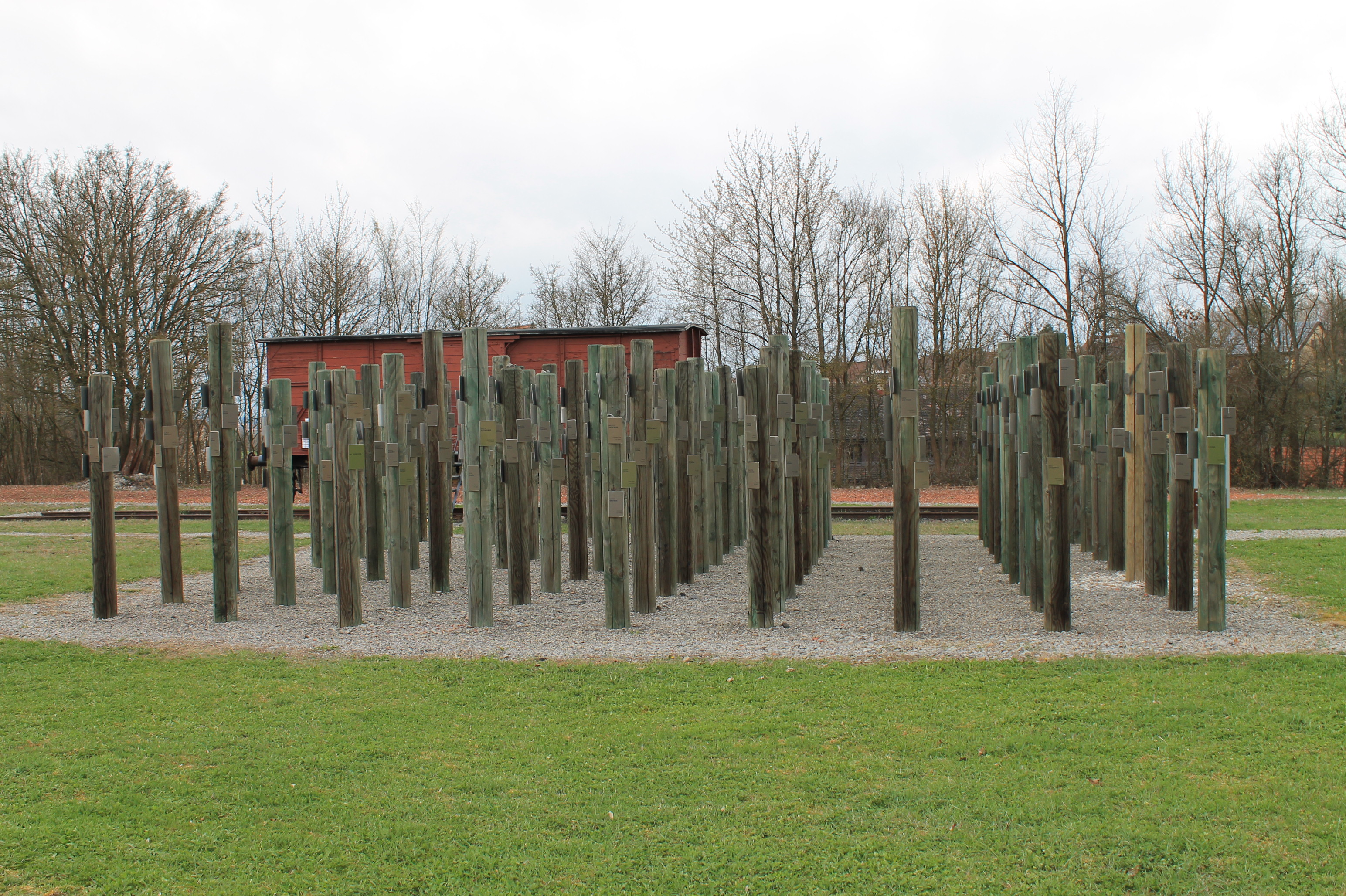
Rangée de poteaux avec plaques-stèles nominatives du mémorial.
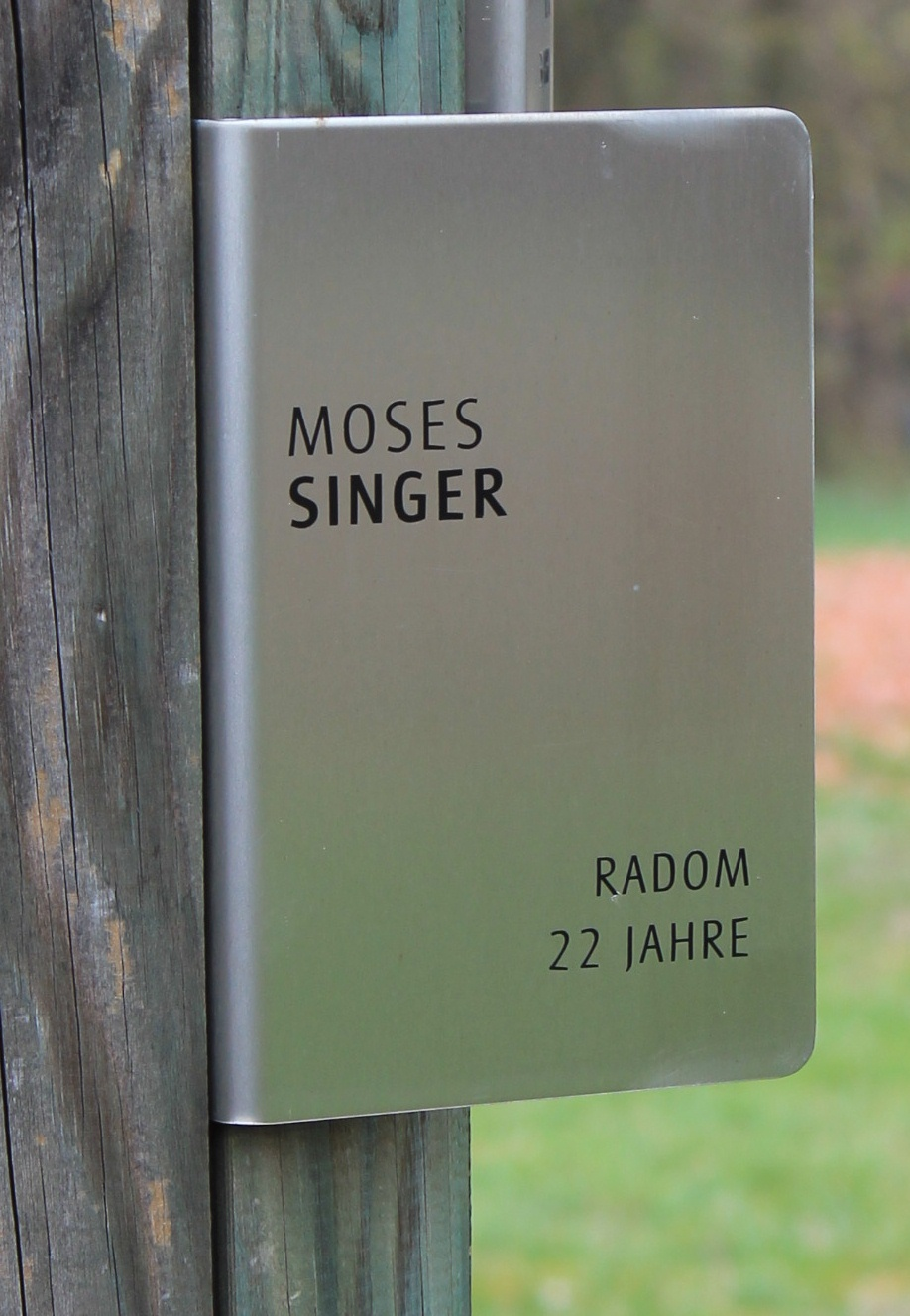
Plaque Moses Singer
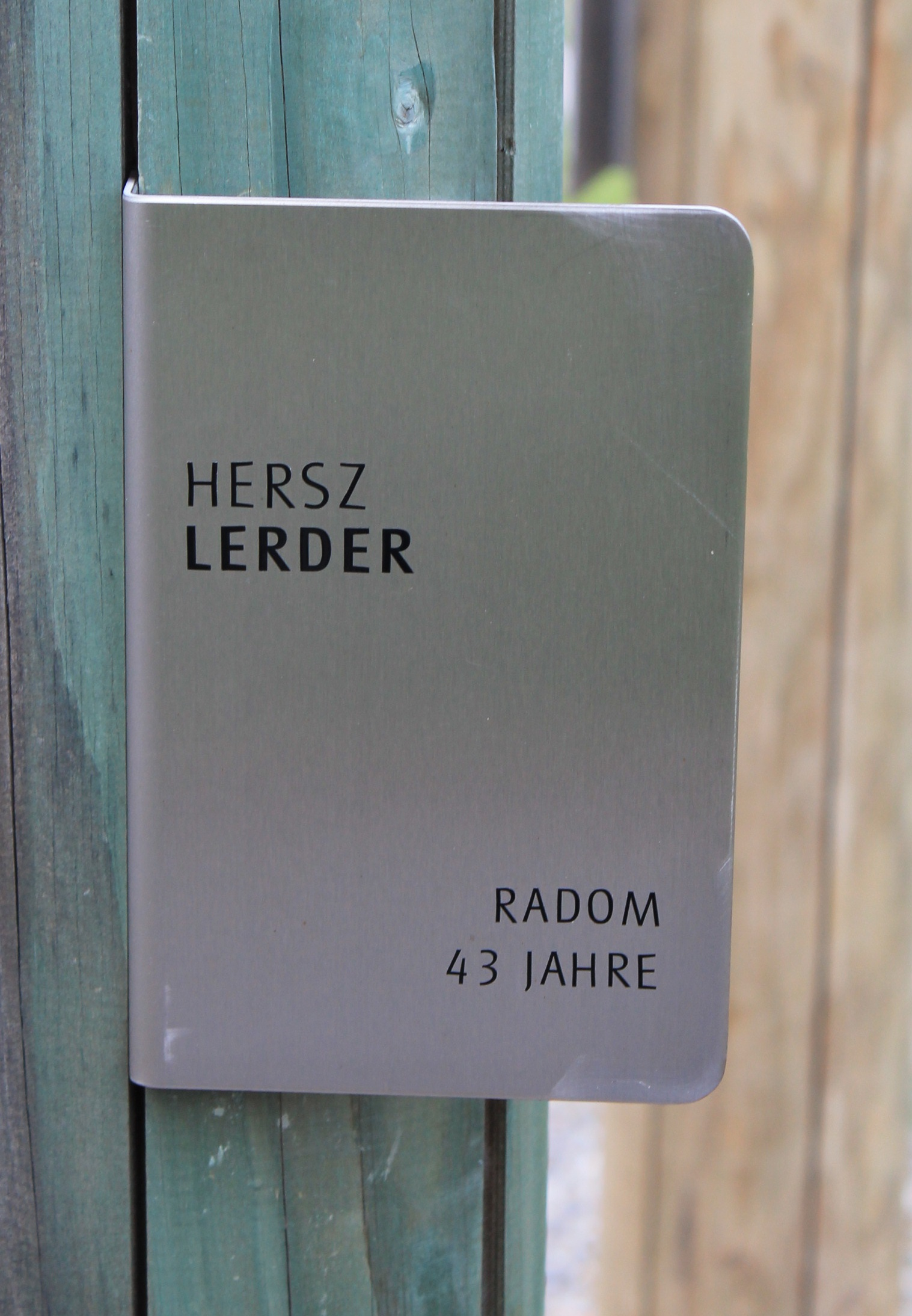
Plaque Hersz Lerder
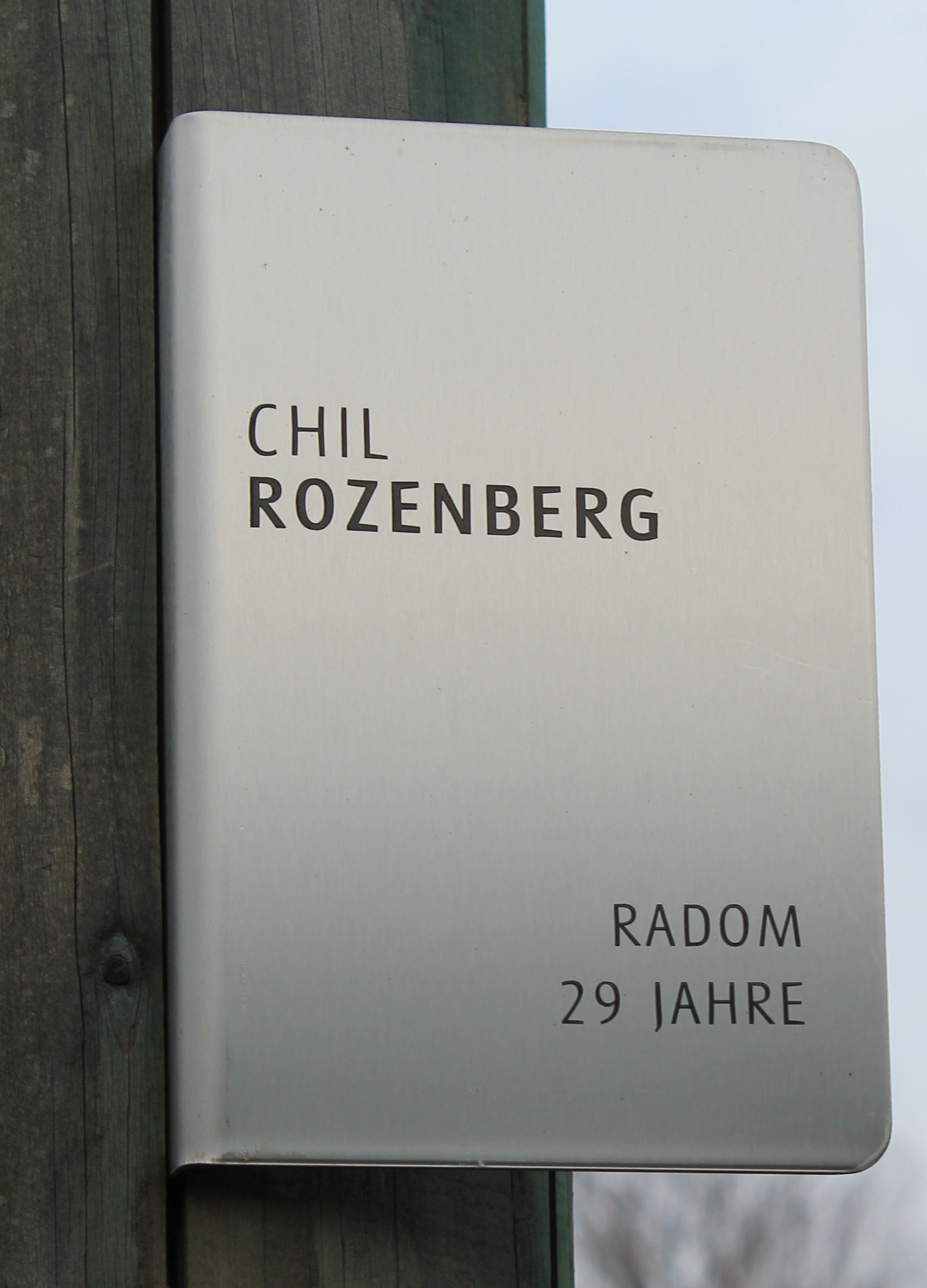
Plaque Chil Rozenberg
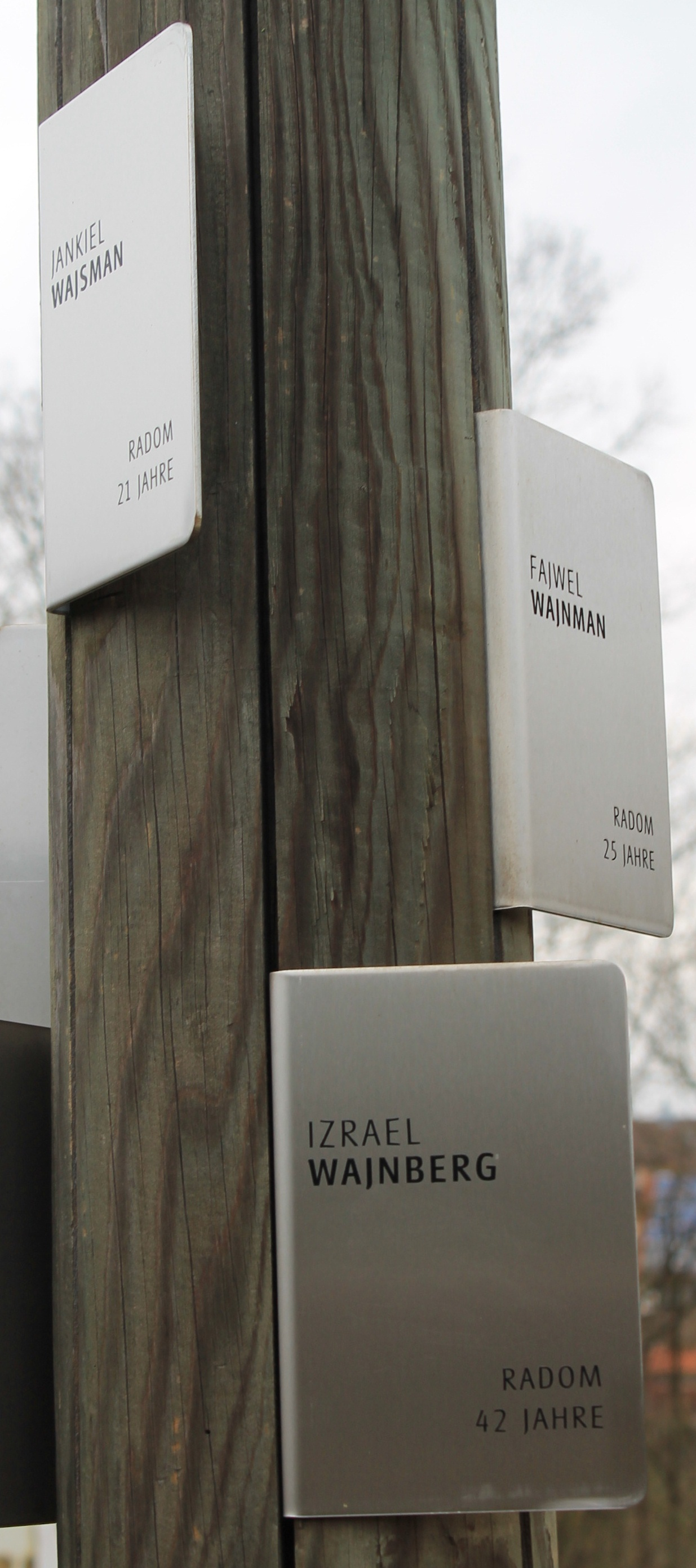
Plaques Izrael Goldstein et Szyja Wajsmann.